# Cliniodes euphrosinalis
Cliniodes euphrosinalis là một loài bướm đêm trong họ Crambidae.